# Jean di Nanteuil
Jean di Nanteuil (... – 3 agosto 1298) è stato un vescovo cattolico francese.

## Biografia
Jean di Nanteuil era figlio di Filippo II, signore di Nanteuil-les-Haudouin, poeta trovatore e cavaliere crociato e di Isabella di Nesle. Ebbe come zio paterno il vescovo di Bauvais Renaud di Nanteuil cui successe alla carica il nipote (fratello di Jean) Thibaud.
Canonico nella diocesi dello zio, fu eletto nel 1269 dal capitolo per succedere a Nicolas di Brie al vescovato di Troyes, carica confermata dall'arcivescovo di Sens Pierre di Charny e assegnata dopo una commendatio in Normandia, a Luigi IX l'8 luglio di quell'anno.
Morì il 3 agosto 1298. Per volere del fratello venne sepolto nella chiesa della sua diocesi, Beauvais. La tomba è contrassegnata dal seguente epitaffio: Jungitur huic frater, hos edidit unica mater, Hos junxit funus, fuit horum spiritus unus.